# Antonio Joseph (Politiker)

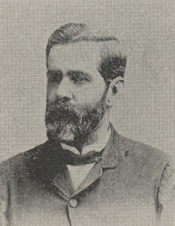
Antonio Joseph

Antonio Joseph (* 25. August 1846 in Taos, Mexiko; † 19. April 1910 in Ojo Caliente, New Mexico) war ein US-amerikanischer Politiker. Zwischen 1885 und 1895 vertrat er das New-Mexico-Territorium als Delegierter im US-Repräsentantenhaus.

## Leben und Wirken
Der im heutigen Taos County geborene Antonio Joseph besuchte die Lux’s Academy in Taos, die Bishop Lammy’s School in Santa Fe, das Webster College in Missouri und das Bryant and Stratton’s Commercial College in St. Louis. Danach war er im Handel tätig. In den Jahren 1878 bis 1880 war er Bezirksrichter im Taos County.
Politisch wurde er Mitglied der Demokratischen Partei. Im Jahr 1882 wurde er Abgeordneter im Repräsentantenhaus des New-Mexico-Territoriums. Nach den Kongresswahlen des Jahres 1884 zog er als Delegierter in das US-Repräsentantenhaus ein, wo er am 4. März 1885 Francisco Antonio Manzanares ablöste. Nachdem er bei den folgenden Kongresswahlen jeweils wiedergewählt wurde, konnte Joseph bis zum 3. März 1895 insgesamt fünf Legislaturperioden im Kongress absolvieren. 1894 unterlag er aber Thomas B. Catron. Danach war er zwischen 1896 und 1898 Mitglied und 1898 auch Präsident des territorialen Senats. In der Folge widmete er sich wieder seinen privaten Geschäften, wozu inzwischen auch das Hotelgewerbe gehörte. Antonio Joseph war inzwischen auch zu einem großen Landbesitzer in seiner Heimat geworden. Er starb im April 1910 und wurde in Santa Fe beigesetzt.